# Henriette Arendt
Henriette Arendt, född 1874, död 1922, var en tysk författare, sjuksköterska och polis. Hon var verksam som sjuksköterska, och anställdes år 1903 som polis i Stuttgart. Hon blev därmed den första kvinnliga polisen i Europa. Hon utgav verk om de problem hon bevittnade.